# Tylonycteris robustula
Tylonycteris robustula е вид прилеп от семейство Гладконоси прилепи (Vespertilionidae). Видът не е застрашен от изчезване.

## Разпространение и местообитание
Разпространен е в Бруней, Виетнам, Източен Тимор, Индия, Индонезия, Камбоджа, Китай, Лаос, Малайзия, Мианмар, Сингапур, Тайланд и Филипини.
Обитава скалисти райони и гористи местности.

## Описание
Теглото им е около 8 g.
Стават полово зрели на 4,7 месеца.